# Casa de la răscruce
Casa de la răscruce (titlul original: în rusă На семи ветрах, transliterat: Na semi vetrah) este un film dramatic de război, sovietic, realizat în 1962 de regizorul Stanislav Rostoțki, protagoniști fiind actorii Larisa Lujina, Veaceslav Tihonov, Veaceslav Nevinnîi și Sofia Piliavskaia. 

## Rezumat
Iunie 1941, începutul războiului în URSS. Svetlana Ivașova se întoarce acasă după câteva luni de spitalizare dar nu găsește pe nimeni în casa cu două etaje în care locuia cu soțul ei. Pe ușa apartamentului lor găsește un bilet de la Igor, soțul ei: „M-am dus pe front și mă voi întoarce când voi cuceri Berlinul”. Femeia rămâne singură în casa abandonată să-și aștepte iubitul. 
După un timp, germanii au început să se apropie de periferia orașului, care este apărat de armata sovietică. În casa în care locuiește Svetlana, este instalat mai întâi un spital, ulterior clădirea este folosită ca punct de comandă al armatei.
În tot acest timp, Svetlana îi sprijină cu toată puterea pe soldații „Armatei Roșii” care se află în casa ei, curăța, spală, în cele din urmă devine asistentă care îngrijește răniții.
Când prima linie ajunge la orașul lor, ia parte împreună cu puținii soldați rămași în viață, la apărarea orașului, până când rămân fără muniție iar inamicul se apropie tot mai mult, gata să-l cucerească însă un contraatac brusc al trupelor sovietice dezlănțuie ofensiva. Acum, în casa Svetlanei, s-a amenajat un spital în care Svetlana lucrează din greu ca ajutor. 
Frontul se deplasează spre vest, iar Svitalana rămâne singură, așteptând plină de răbdare întoarcerea lui Igor. Într-o zi, clopoțelul sună lung la ușă, oare ar putea fi iubitul ei?

## Distribuție
- Larisa Lujina – Svetlana Ivașova
- Veaceslav Tihonov – căpitanul Veaceslav Suzdalev
- Veaceslav Nevinnîi – căpitanul Iuri Zubarev
- Mihail Troianovski – comisarul de regiment Valdemar Peterson
- Sofia Piliavskaia – Dolly Petrova 	Долли Максимовна Петрова
- Margarita Strunova – Zinocika
- Lidia Savcenko – Musia, asistenta med  (Марья Григорьевна)
- Klara Luciko – Natalia Guseva, chirurg militar
- Svetlana Drujinina – Tonia Baikova, asistenta med
- Liudmila Ciursina – Asistenta Nastia
- Margarita Jarova – Ksenia Șarova, blondina de la bal
- Vladimir Zamanski – Vladimir Vasiliev, locotenentul major
- Leonid Bîkov – Garkușa, mitraliorul
- Valentin Pecinikov – sergentul Greciko
- Anatoli Romașin – Kostea
- Anatoli Ignatiev – Semaghin
- Bimbolat Vataev – soldatul Mamakaev
- Viktor Pavlov – soldatul Mitia Ogolkov
- Klavdia Lepanova – asistenta Klavocika
- Pavel Vinnik – maiorul Sotnik
- Viktor Markin – Șurik, chirurgul bâlbâit
- Arkadi Trusov – rănitul
- Aleksei Safonov – patrula militară
- Saveli Kramarov – un soldat din patrulă

## Lansare
A fost lansat în anul 1962 și a avut parte de mare succes comercial, fiind vizionat de 26,8 milioane de spectatori în cinematografele din Uniunea Sovietică.